# William Cowper, 1. Earl Cowper

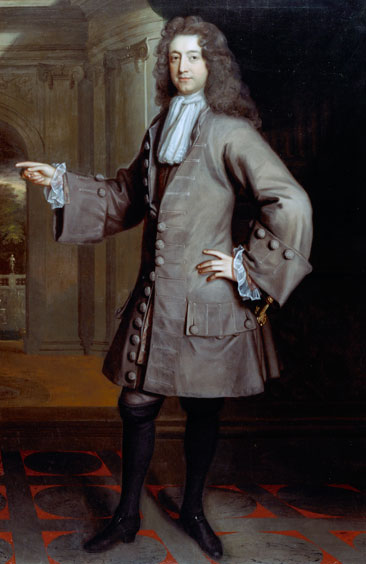
William Cowper, 1. Earl Cowper

William Cowper, 1. Earl Cowper PC KC (* 24. Juni 1665; † 10. Oktober 1723 in Colne Green, England) war ein britischer Jurist und Politiker, der unter anderem mehrere Jahre Mitglied des House of Commons und als Lordhüter des Großen Siegles (Lord Keeper of the Great Seal) letzter Lordkanzler von England war und am 4. November 1707 erster Lordkanzler von Großbritannien wurde. Das Amt des Lordkanzlers bekleidete er bis 1710 und dann erneut zwischen 1714 und 1718 und fungierte als solcher auch als Lords High Steward von England bei den Prozessen gegen Mitglieder des Adels wie William Maxwell, 5. Earl of Nithsdale 1716 und Robert Harley, 1. Earl of Oxford and Mortimer 1717.

## Leben

### Unterhausabgeordneter und letzter Lordkanzler Englands
Cowper, Sohn von William Cowper, 2. Baronet, erhielt 1688 seine anwaltliche Zulassung als Barrister  am Middle Temple und wurde bereits 1689 Kronanwalt (King’s Counsel). Des Weiteren wurde er 1694 zum Stadtrichter (Recorder) ernannt.
Als Kandidat der liberalen Whigs wurde Cowper 1695 erstmals zum Mitglied des House of Commons gewählt und vertrat dort bis 1700 den Wahlkreis Hertford. 1701 wurde er erneut zum Mitglied des House of Commons gewählt, wo er nunmehr für die Whigs die Interessen des Wahlkreises Bere Alston vertrat.
1705 wurde Cowper Nachfolger von Nathan Wright als Lord Keeper of the Great Seal und war damit de facto der letzte Lordkanzler Englands. Zugleich wurde er zum Mitglied des Privy Council berufen und gehörte 1706 zu den Mitgliedern der Kommission zur Verhandlung einer Union mit Schottland. Nach dem Tode seines Vaters erbte er am 26. November 1706 den Titel als Baronet Cowper, of Ratlin Court, in the County of Kent. Kurz darauf wurde er durch ein Letters Patent vom 14. Dezember 1706 als Baron Cowper, of Wingham in the County of Kent, in den erblichen Adelsstand (Hereditary Peerage) von England berufen und gehörte als solcher auch dem House of Lords als Mitglied an.

### Erster Lordkanzler von Großbritannien
Nachdem es aufgrund des Act of Union 1707 am 1. Mai 1707 zur Vereinigung des Königreichs England mit dem Königreich Schottland zum Königreich Großbritannien gekommen war, wurde Cowper am 4. Mai 1707 dessen erster Lordkanzler (Lord High Chancellor) und bekleidete dieses Amt bis zu seiner Ablösung durch Simon Harcourt 1710.
Im Anschluss folgte er 1710 dem verstorbenen Algernon Capell, 2. Earl of Essex, als Lord Lieutenant von Hertfordshire und behielt dieses Amt zwei Jahre lang, ehe ihm 1712 James Cecil, 5. Earl of Salisbury, folgte.
Nachdem er 1714 kurzzeitig Lordrichter des Reiches (Lord Justice of the Realm) gewesen war, wurde er 1714 als Nachfolger von Baron Harcourt erneut Lordkanzler und bekleidete dieses Amt bis zu seiner Ablösung durch Thomas Parker, Baron Parker, 1718. Gleichzeitig war er als Nachfolger des Earl of Salisbury von 1715 bis zu seiner Ablösung durch William Capell, 3. Earl of Essex, erneut Lord Lieutenant von Hertfordshire.
Als Lordkanzler bekleidete er auch das Amt des Lord High Steward bei den Prozessen gegen die Mitglieder des Adels James Radclyffe, 3. Earl of Derwentwater, William Widdrington, 4. Baron Widdrington, William Maxwell, 5. Earl of Nithsdale, Robert Dalzell, 5. Earl of Carnwath, William Gordon, 6. Viscount of Kenmure, William Murray, 2. Lord Nairne und George Seton, 5. Earl of Winton 1716 sowie gegen Robert Harley, 1. Earl of Oxford and Mortimer 1717.
Cowper, der zeitweilig auch Gouverneur der traditionsreichen, elitären Privatschule Charterhouse School war, wurde durch ein Letters Patent vom 20. März 1718 Earl Cowper, of Wingham in the County of Kent, mit dem nachgeordneten Titel Viscount Fordwich, of Wingham in the County of Kent.

### Familie
Cowper war zwei Mal verheiratet. Während die erste um 1686 geschlossene Ehe mit Judith Booth kinderlos blieb, gingen aus der zweiten im September 1706 geschlossenen Ehe zwei Söhne und zwei Töchter hervor, darunter William Clavering-Cowper, der nach seinem Tod dessen Titel erbte und von 1733 bis 1747 Gentleman of the Bedchamber von König Georg II. war.
Sein jüngerer Bruder Spencer Cowper, Großvater des Dichters William Cowper, erhielt ebenfalls seine Zulassung als Barrister von Middle Temple und war von 1705 bis 1710 sein Nachfolger als Abgeordneter des House of Commons für Bere Alston. Er vertrat später zwischen 1715 und 1727 den Wahlkreis Truro im Unterhaus.